# Atletica leggera agli XI Giochi panafricani - Salto in lungo maschile
Il concorso del salto in lungo maschile agli XI Giochi panafricani si è svolto il 17 settembre 2015 allo Stade Municipal de Kintélé di Brazzaville, nella Repubblica del Congo.
La gara è stata vinta dal senegalese Ndiss Kaba Badji. Originariamente l'oro era stato attribuito al nigeriano Samson Idiata, ma gli è stato revocato a seguito di un controllo antidoping, poiché trovato positivo ad uno steroide (clenbuterol).

## Podio
| Oro     | Ndiss Kaba Badji Senegal |
| Argento | Mamadou Gueye Senegal    |
| Bronzo  | Romeo N'tia Benin        |

## Programma
| Data              | Ora | Evento |
| ----------------- | --- | ------ |
| 17 settembre 2015 |     | Finale |

## Risultati

### Finale
| Class   | Atleta             | Nazione        | #1   | #2   | #3   | #4   | #5   | #6   | Risultato | Note |
| ------- | ------------------ | -------------- | ---- | ---- | ---- | ---- | ---- | ---- | --------- | ---- |
| 1       | Samson Idiata      | Nigeria        | 7.83 | 7.60 | x    | x    | x    | x    | 7.83      | dq   |
| Oro     | Ndiss Kaba Badji   | Senegal        | x    | 7.65 | x    | 7.62 | x    | 7.74 | 7.74      |      |
| Argento | Mamadou Gueye      | Senegal        | 7.62 | x    | x    | x    | 7.69 | x    | 7.69      |      |
| Bronzo  | Romeo N'tia        | Benin          | 7.44 | x    | x    | 7.35 | 7.39 | x    | 7.44      |      |
| 4       | Mamadou Chérif Dia | Mali           | x    | 7.30 | x    | 7.24 | x    | 7.43 | 7.43      |      |
| 5       | Kiplagat Ruto      | Kenya          | 7.26 | 7.37 | 7.41 | x    | x    | 7.31 | 7.41      |      |
| 6       | Ezekiel Ewulo      | Nigeria        | x    | 7.16 | 7.23 | x    | x    | 7.39 | 7.39      |      |
| 7       | Tera Langat        | Kenya          | 7.28 | 7.14 | 7.03 | x    | x    | 7.24 | 7.28      |      |
| 8       | Armand Tsoaoule    | Camerun        | 7.09 | x    | 7.06 |      |      |      | 7.09      |      |
| 9       | Armand Bimiakounou | Rep. del Congo | 7.07 | 7.05 | 7.07 |      |      |      | 7.07      |      |
| 10      | Tesfaye Nedesa     | Etiopia        | 6.92 | 6.86 | 6.78 |      |      |      | 6.92      |      |